# Osmanisches Archiv
Das Osmanische Archiv (türkisch Türkiye Cumhuriyeti Cumhurbaşkanlığı Devlet Arşivleri Başkanlığı, BOA) ist das größte staatliche Archiv der Türkei. Es befindet sich im Stadtteil Kağıthane in Istanbul und untersteht der „Generaldirektion der staatlichen Archive“ des Präsidialamtes der Türkei. Auf einer Regallänge von rund 100 km birgt das Archiv 100 bis 150 Millionen Urkunden oder Urkundeneinträge in Registern aus der Zeit des Osmanischen Reichs. Das Archiv liefert Informationen für die Geschichte der Türkei und der etwa 20 Staaten, die aus dem Osmanischen Reich hervorgegangen sind. Der Bestand an Aktenmaterial wird seit den 1930er Jahren erschlossen und steht Forschern zur Verfügung. Seinen Anfang nahm das Archiv im Jahre 1846, als auf Erlass (irade) des Großwesirs Mustafa Reşid Pascha die Gründung des ersten modernen Archivs des Osmanenreiches unter der Bezeichnung „Hazine-i Evrak“ / خزينه اوراق beschlossen wurde. Das Gebäude wurde 1849 fertiggestellt. Nachdem in der Türkei die Republik ausgerufen wurde, wurde das Osmanische Archiv mehrfach umbenannt. Seine organisatorische Einbindung an das Generaldirektorat des Ministerpräsidentenamtes erhielt das Archiv im Jahre 1984. Seit 2018 ist das Generaldirektorat und damit das Archiv dem Präsidenten der Türkei zugeordnet.

## Die Archive und der Völkermord an den Armeniern
Von der Türkei werden die Osmanischen Archive als „frei zugänglich“ beworben. Jedoch werde einer WikiLeaks-Quelle zufolge Wissenschaftlern und Historikern, die in den Archiven in Bezug auf den Völkermord an den Armeniern arbeiten möchten, die Arbeit durch Restriktionen erschwert. Das Europäische Parlament forderte die Türkei in einer am 15. April 2015 anlässlich des 100. Jahrestags des Völkermords an den Armeniern verabschiedeten Entschließung dazu auf, ihre Bemühungen der Gewährung des Zugangs zu den Archiven fortzusetzen. Zudem sind nicht alle Dokumente zu dieser Thematik klassifiziert und veröffentlicht worden.
In dem WikiLeaks-Dokument 04ISTANBUL1074 aus dem Jahre 2004, welches von dem damaligen US-Generalkonsul in Istanbul David Arnett mit der Geheimhaltungsstufe „Vertraulich“ klassifiziert wurde, geht hervor, dass es nach Ansicht von Halil Berktay zwei Versuche gegeben haben soll, die türkischen Archive von belastenden Dokumenten zum Völkermord an den Armeniern zu reinigen. Die erste Reinigung soll laut Berktay im Jahre 1918 stattgefunden haben, bevor die alliierten Kräfte Istanbul einnahmen. Berktay und andere deuten darauf hin, dass wichtige Dokumente aus den türkischen Archiven gestohlen wurden. Ein zweiter Versuch fand laut Berktay in den 1990er-Jahren in Verbindung mit Bemühungen des ehemaligen Staats- und Ministerpräsident der Türkei Turgut Özal statt, der eine Öffnung der türkischen Archive anstrebte, und sei von pensionierten türkischen Diplomaten und Offizieren vollzogen worden, angeführt von dem damaligen türkischen Botschafter Muharrem Nuri Birgi.